# Tařička kosníkovitá

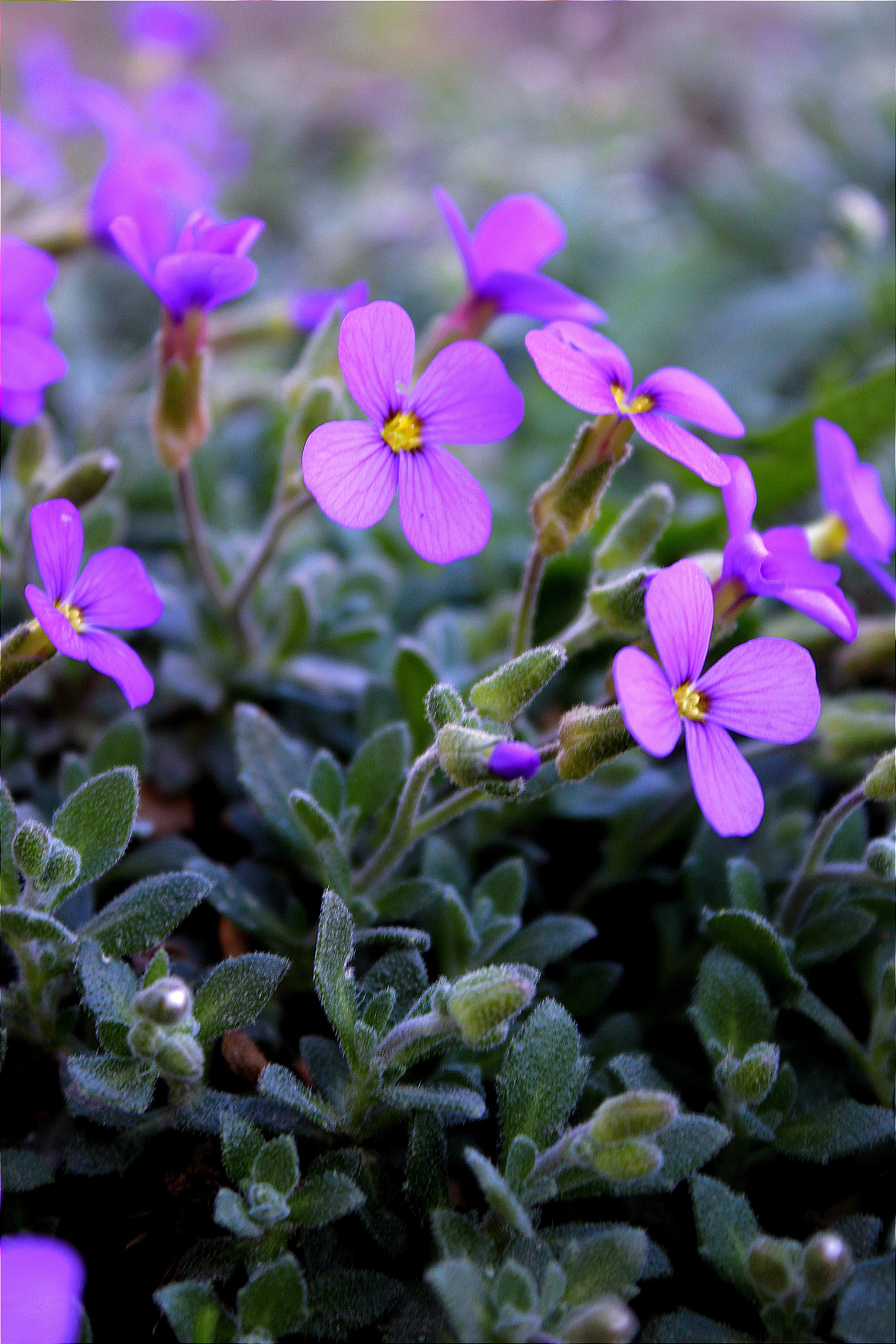
Aubrieta deltoidea

Tařička kosníkovitá (Aubrieta deltoidea) je nízká, polštářovitá trvalka s asi 1 cm velkými květy zbarvenými obvykle do růžova až fialova, často pěstována jako alpínka. Je jedním ze dvou druhů rodu tařička které rostou zplaněle i ve volné přírodě České republiky. České druhové jméno obdržela podle tvarů listů (kosníkovitá značí deltovitého tvaru).

## Výskyt
Tento druh pochází z jihovýchodní Evropy a Turecka. Odtud byl záměrně šířen dále do Evropy i Severní Ameriky kde byl vysazován jako okrasná rostlina. Na příhodných místech často zplaňuje a dostává se do volné přírody, ať již větrem roznesenými semeny nebo pohozenými trsy při úpravách zahrad. Pravděpodobně se takto dostal tento příležitostně se vyskytující neofyt i do české přírody.

## Popis
Vytrvalá, řídce trsnatá bylina s 10 až 20 cm dlouhými lodyhami které jsou poléhavé nebo vystoupavé a mohou v uzlinách kořenit. Lodyhy jsou oblé, rozvětvené a porostlé dlouhými jednoduchými a krátkými hvězdicovitými chlupy. Mají střídavě vyrůstající přisedlé, 10 až 30 mm dlouhé listy jež jsou kosníkovité až úzce kosníkovité, na bázi klínovité a v horní třetině mají 1 až 3 páry zubů; v mezofylu obsahují buňky s myrosinázou.
Drobné, čtyřčetné, oboupohlavné květy vyrůstají na stopkách a v počtu 3 až 7 vytvářejí jednoduchá, málo větvená květenství hrozny nebo laty. Kalich má 5 až 8 mm dlouhé, chlupaté, kopinaté až vejčité vztyčené lístky které jsou na okrajích úzce blanité a u báze vakovitě vyduté. Okrouhlé, vejčité až úzce obvejčité, 10 až 25 mm dlouhé korunní lístky bývají fialové, purpurové a jen někdy i bílé. Čtyři tyčinky ve vnějším kruhu mají nitky s úzkými křidélky, dvě ve vnitřním mají nitky se širokými. Semeník nese dlouhou čnělku zakončenou polokulovitou bliznou se dvěma laloky. Kvete v dubnu až červnu. Ploidie druhu je 2n = 16.
Plody vyrůstající na vztyčených nebo šikmo odstálých, 7 až 12 mm dlouhých stopkách jsou úzce elipsoidní, mírně zploštělé šešule velké 5 až 15 × 2,5 až 4,5 mm zakončené trvalou čnělkou. Dvoudílná, podélně pukající šešule je porostlá dlouhými jednoduchými či vidlicovitými a současně i krátkými hvězdicovitými chlupy a obsahuje asi 30 drsných, hnědých až černých semen dlouhých 1 až 1,7 mm.

## Význam

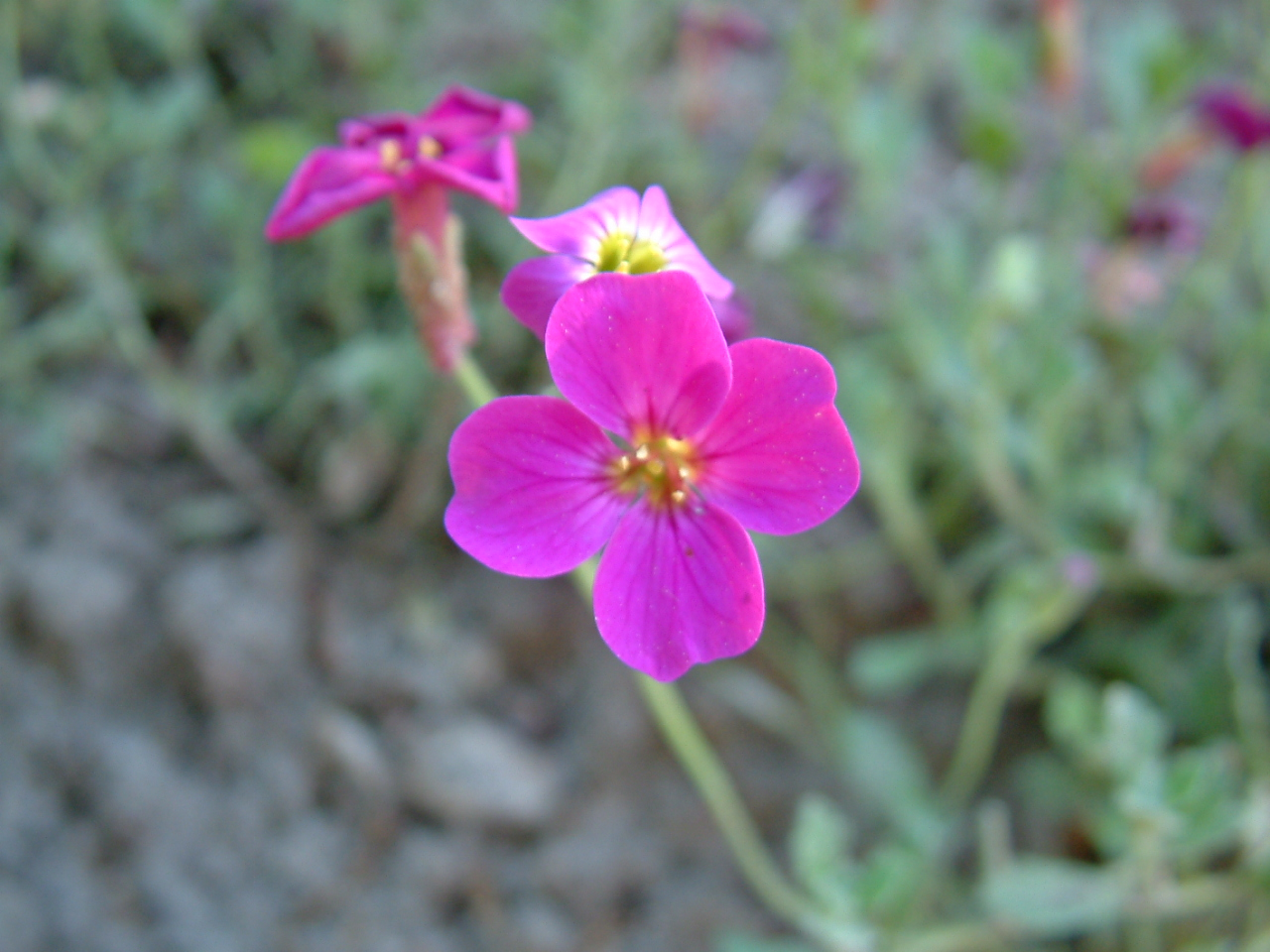
Květ

Je to nenáročná, suchomilná rostlina vyžadující dostatek světla, v přírodním prostředí vyrůstá převážně ve skalních štěrbinách nebo na teplých místech horských luk se zásaditou propustnou půdou kde došlo k nedávné disturbanci povrchu.
Pro její trvanlivost, snadné pěstování a ozdobné květy je často používanou rostlinou vysazovanou do zahradních skalek, suchých zídek nebo na obruby chodníků či na hroby. Má různé odstíny květů, přirozená variabilita byla rozšířena o mnoho vyšlechtěných variet z nichž některé jsou i plnokvěté. V přírodě se rozmnožuje samovolně semeny, při pěstování se množí v létě bylinnými řízky a na podzim dělením trsů.